# Vladimir Solar
El Dr. Vladimir Solar nació el 31 de julio de 1941 en la municipalidad de Sveti Ivan Žabno. próximo a Koprivnica. Hijo de padre zapatero y madre ama de casa, quienes no tuvieron participación política durante la Segunda Guerra Mundial.
Luego de finalizar la escuela primaria, viajó diariamente a Bjelovar donde concurrió a la escuela secundaria graduándose en 1960.
Inició sus estudios en Escuela de Medicina de la Universidad de Zagreb en 1960, donde se graduó cinco años después. En 1964 ingresó a la Liga de Comunistas de Yugoslavia, lo que le dio ventajas en su vida cotidiana como ser alojamiento universitario y puesto de trabajo. La dejó con la muerte de Tito.
Asistió al hospital de Bjelovar y llegó a Lipik el 25 de enero de 1967, donde fue admitido como médico general. Hasta 1971 trabajó en el hospital de esa ciudad cuando se fue para especializarse en medicina general que completó en 1973. Después de regresar de su especialización, continuó trabajando en Lipik.
Antes del comienzo de la Guerra de Croacia, se desempeñó como director del Hospital de Pakrac. Asimismo, era miembro del Comité Ejecutivo, de la Defensa Civil y de la Cruz Roja del Distrito de Pakrac.
En la tarde del 19 de agosto de 1991, miembros de los serbios rebeldes lo secuestraron y lo llevaron a la aldea de Branešci donde fue golpeado e interrogado y compartió un cuarto con Dr. Ivan Šreter por 12 días, con quién gozaba de amistad. Según el testimonio de Solar, los captores fueron especialmente brutales con Šreter, que sufrió la fractura del brazo izquierdo, del hombro del mismo lado al igual que moretones en todo su cuerpo.
Posteriormente, fue enviado al Campo de detención de Bučje siendo separado de Šreter, quien había iniciado una huelga de hambre. El 6 de octubre uno de los captores le dijo que Šreter fue muerto.
Solar estuvo detenido en Bučje hasta el 9 de diciembre de 1991, tras lo cual fue trasladado a la prisión de Stara Gradiška. Allí se desempeñó como doctor de la prisión. Fue liberado el 6 de febrero de 1992.
Después de su detención, se trasladó a Koprivnica. A los tres días comenzó a trabajar en una clínica de Đurđevac por seis meses. Posteriormente pasó a trabajar en Bjelovar, se enfermó de diabetes y el corazón y tuvo una operación de cerebro. En 1994 regresó a Lipik, donde continuó haciendo un trabajo médico.
Trabajó hasta su jubilación en Lipik en 2009, donde estuvo activo en la vida pública y social. El 28 de septiembre de 2018, murió. Al día siguiente fue sepultado en el cementerio de Lipik.